# Étaín
Étaín ['eːdainʲ], auch Edain, Aideen, Etaoin, Éadaoin, Aedín, Adaon ist in der keltischen Mythologie Irlands eine Nachfahrin der Túatha Dé Danann und die Hauptperson der Erzählung Tochmarc Étaíne („Die Werbung um Étaín“). Der Sprachforscher T.F. O’Rahilly (1883–1953) hält sie für eine Sonnengöttin; sie trägt allerdings auch manchmal den Beinamen Echraide („Reiterin“) und hat damit Verbindung zur walisischen Rhiannon und zur gallischen Göttin Epona.

## Mythologie
In Tochmarc Étaíne ist sie die Tochter von Ailill mac Máta, dem König Connachts, in einer anderen Erzählung, Togail Bruidne Dá Derga („Die Zerstörung von Dá Dergs Haus“), ist sie die Tochter Étars und heiratet den Hochkönig Eochaid Airem. Ihre Tochter, ebenfalls Étaín genannt, wird die Gemahlin von Cormac mac Airt, dem König Ulsters und ist die Großmutter von Conaire Mór. In einer weiteren Abstammungsversion ist Étain die Tochter der Flussgöttin Boand und des Dagda und somit auch die Schwester von Oengus. Dadurch kommt es in Folge zu einigen inzestuösen Verbindungen. Ob es sich dabei immer um dieselbe Sagengestalt handelt, ist nicht mit Sicherheit feststellbar.
Étaín ist die zweite Gattin oder Geliebte von Midir, dem Sohn Dagdas, der im Síd Brí Leíth (Slieve Callory, County Longford) wohnt. Midirs erste Frau Fuamnach hasst Étaín und verfolgt sie mit Druidenzauber und Fíth-fáth. Immer wieder verwandelt sie die Rivalin, beispielsweise in eine Möwe, eine Biene und einen Wurm, bis sie am Schluss zu einem ätherischen Wesen wird, das der Wind davonträgt. Oengus nimmt sie zu sich und baut ihr ein Glashaus, wo sie sich bei Blumenduft wieder erholen kann. Aber Fuamnach verwandelt sie erneut und so fliegt sie sieben Jahre über Irland dahin.
Als sie in Gestalt einer Fliege von Éthar, der Gattin eines Kriegers von Ulster mit Namen Étar, verschluckt und als Mensch wiedergeboren wird, heiratet sie schließlich Eochaid Airem, Hochkönig von Irland, der sie als „schönstes Mädchen in Irland“ beschreibt.
Jedes ihrer Augen war blau wie die Hyazinthe, ihre Lippen verlockend rot, zart und weiß ihre Schultern. Ebenso zart, weich und weiß ihre Handgelenke, weiß auch ihre langen Finger, deren Nägel schön und rosa waren. Weich, weiß und zart waren ihre Schenkel, rund, klein, fest und weiß ihre Knie. Die Knöchel waren gerade, die Füße schmal und schaumweiß. […] Sie war das schönste und lieblichste Mädchen, das je ein Männerauge gesehen hatte, […]
Eochaid bringt sie auf sein Schloss in die Hauptstadt Tara, wo die beiden zunächst glücklich verheiratet leben. Eochaidhs Bruder Ailill Anguba verliebt sich jedoch in Étaín. Er erkrankt an einem zehrenden Leiden, verursacht durch die ungestillte Leidenschaft für die neue Königin. Étaín bleibt standhaft in ihrer Liebe zu Eochaid, aber der kranke Ailill tut ihr auch leid und schließlich verspricht sie, als einzige Möglichkeit, sein Leben zu retten, seinem Begehren nachzugeben. Sie wollen sich heimlich in einem Haus außerhalb von Tara treffen. Ailill jedoch kommt nicht, denn er fällt in einen Zauberschlaf.
In der verwickelten Geschichte mit mehreren Versionen wirbt Midir neuerlich um sie, gewinnt sie Eochaidh im Spiel ab und fliegt mit ihr als Schwanenpaar davon.
In einer anderen Version erweckt Midir die Erinnerung von Étaín wieder und gewinnt sie beim Schachspiel zurück. Doch obwohl sie erneut eine Zeit lang mit Midir lebt, kehrt Étaín endlich nach Tara zurück, um ihr sterbliches Dasein als Eochaidhs Königin zu beschließen.